# 霧島神宮温泉
霧島神宮温泉（きりしまじんぐうおんせん）は、鹿児島県霧島市（旧国大隅国）の霧島神宮周辺にある温泉地。
　

## 泉質
- 単純温泉および硫化水素泉
  - 1989年（平成元年）における1日あたりの総湧出量は約3000トン。

## 温泉地
霧島神宮を中心として、霧島山新燃岳中腹から霧島川に沿って霧島神宮駅に至る南北約8kmの範囲に、旅館およびリゾート、遊戯などの温泉施設が点在している。

## 歴史
昭和初期、東襲山村（その後の霧島町）において霧島神宮への参詣客のために温泉を望む声があり、神宮から約5km離れた霧島山新燃岳中腹にある湯之野温泉から引湯することによって実現した。但し、湯之野温泉は噴気が盛んな温泉ではあるが、もともと住民のための小さな浴場があったのみで現在はなくなっており、泉源のみ霧島神宮温泉によって利用されている。
昭和34年5月4日、霧島温泉郷とともに国民保養温泉地に指定された。
1961年（昭和36年）に新たな温泉源の掘削に成功し98℃の温泉が得られてから開発が進んだ。

## アクセス
- 鉄道 : 日豊本線霧島神宮駅よりバスで約15分